# NGC 206

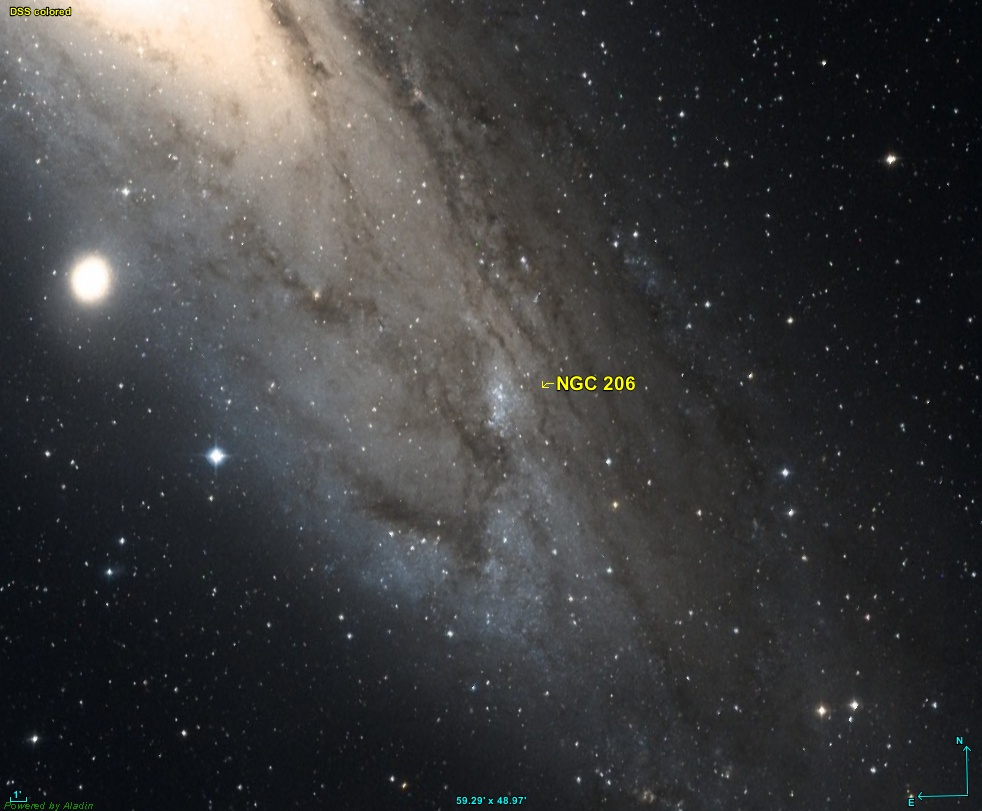
De locatie van NGC 206

NGC 206 (OB 78) is een grote OB-associatie gelegen in de Andromedanevel (M31) in het sterrenbeeld Andromeda. De wolk is de helderste sterrenwolk in de Andromedanevel en heeft een totale massa van ongeveer 200.000 zonnemassa's.